# Grammodes frena
Grammodes frena är en fjärilsart som beskrevs av Swinhoe 1916. Grammodes frena ingår i släktet Grammodes och familjen nattflyn. Inga underarter finns listade i Catalogue of Life.